# Anthomaster
Anthomaster là một chi bướm ngày thuộc họ Bướm nâu.